# Neobohaiornis
Neobohaiornis (лат.) — род энанциорнисовых птиц из семейства Bohaiornithidae, чьи ископаемые остатки были обнаружены в нижнемеловых (аптских) отложениях формации Цзюфотан (Jiufotang Formation) в Ляонине, Китай. Включает единственный вид — Neobohaiornis lamadongensis, известный по хорошо сохранившемуся скелету с отпечатками перьев.

## История открытия
Голотипный образец Neobohaiornis, MHGU-0288, был обнаружен в отложениях формации Цзюфотан (около 119 млн лет) недалеко от посёлка Ламандун в уезде Цзяньчан провинции Ляонин на северо-востоке Китая. Экземпляр представляет собой почти полный скелет, сохранившийся со спины. Бо́льшая часть скелета окружена отпечатками перьев.
В 2024 году Цайчжи Шэнь (Caizhi Shen) и соавторы описали Neobohaiornis lamadongensis как новые род и вид энанциорнисовых птиц. Родовое название происходит от др.-греч. νεο- [neo-] — «новый», и наименования рода Bohaiornis, которое образовано от названия залива Бохайвань и др.-греч. ὄρνῑς [órnīs] — «птица». Это имя отсылает к производной морфологии Neobohaiornis по сравнению с другими Bohaiornithidae. Видовое название относится к посёлку Ламадун.

## Описание
Поскольку большинство сложных костей голотипа срослось, эта особь, вероятно, была полностью взрослой. При длине плечевой кости 25 мм, Neobohaiornis мог весить около 47 г. Для сравнения, масса Bohaiornis оценивается в 162,46 г, других представителей Bohaiornithidae — более чем в 100 г. Таким образом, Neobohaiornis является самым маленьким известным представителем семейства. По сравнению с другими Bohaiornithidae, Neobohaiornis характеризуется уменьшенным пальцем крылышка и бо́льшим количеством крестцовых позвонков. Предположительно, сложный крестец Neobohaiornis состоял более чем из семи позвонков, что выделяет его на фоне других родов семейства, обладавших только 6—7 крестцовыми позвонками.

### Перья
Отпечатки перьев голотипа Neobohaiornis, окружающие его скелет, сохранились лучше, чем у каких-либо других Bohaiornithidae. Распределение перьев в области черепа позволяет предположить, что передняя часть морды была покрыта кожей или чешуёй. На хвосте имелись два длинных рулевых пера, состоявших преимущественно из стержней. Отпечатки перьев над черепом образца формируют гребень, который, скорее всего, является тафономическим артефактом, а не структурой, которую птица имела при жизни.

## Классификация
Согласно филогенетическому анализу Шэня и соавторов (2024), Neobohaiornis находится в политомии с другими представителями семейства Bohaiornithidae, принадлежащего к кладе энанциорнисовых птиц. Результаты анализа отображены на кладограмме ниже:

|  | Gretcheniao |
|  |             |
|  | Junornis    |
|  |             |

|  | Longusunguis                                                  |
|  |                                                               |
|  | \| \| Parabohaiornis \| \| \| \| \| \| Bohaiornis \| \| \| \| |
|  |                                                               |
|  | Parabohaiornis                                                |
|  |                                                               |
|  | Bohaiornis                                                    |
|  |                                                               |

|  | Parabohaiornis |
|  |                |
|  | Bohaiornis     |
|  |                |

|  | Gretcheniao |
|  |             |
|  | Junornis    |
|  |             |

|  | Longusunguis                                                  |
|  |                                                               |
|  | \| \| Parabohaiornis \| \| \| \| \| \| Bohaiornis \| \| \| \| |
|  |                                                               |
|  | Parabohaiornis                                                |
|  |                                                               |
|  | Bohaiornis                                                    |
|  |                                                               |

|  | Parabohaiornis |
|  |                |
|  | Bohaiornis     |
|  |                |